# Wickenburgita
La wickenburgita és un mineral de la classe dels silicats. Anomenada així per la seva localitat tipus, prop de Wickenburg (Arizona, EUA). Forma part de la sèrie monteregianita-(Y)-wickenburgita. Químicament és similar a la maricopaïta.

## Característiques
La wickenburgita és un silicat de fórmula química CaPb₃Al₂Si10O24(OH)₆. Cristal·litza en el sistema trigonal. La seva duresa a l'escala de Mohs és 5. Segons la classificació de Nickel-Strunz, la wickenburgita pertany a «09.EG - Fil·losilicats amb xarxes dobles amb 6-enllaços més grans» juntament amb els següents minerals: cymrita, naujakasita, manganonaujakasita, dmisteinbergita, kampfita, strätlingita, vertumnita, eggletonita, ganofil·lita, tamaïta, coombsita, zussmanita, franklinfil·lita, lennilenapeïta, parsettensita, stilpnomelana, latiumita, tuscanita, jagoïta, hyttsjoïta, armbrusterita, britvinita i bannisterita.

## Formació i jaciments
A la seva localitat tipus s'ha descrit en vetes hidrotermals oxidades amb galena i esfalerita i en ganga de quars i fluorita. S'ha descrit associada a fenicrocoïta, mimetita, cerussita, wil·lemita, crocoïta, duftita, hemihedrita, alamosita, melanotekita, luddenita, ajoïta, shattuckita, vauquelinita, descloizita i laumontita. S'ha trobat a Alemanya i als EUA.